# Цона Продутива Норд (Пјаченца)
Цона Продутива Норд је насеље у Италији у округу Пјаченца, региону Емилија-Ромања.
Према процени из 2011. у насељу је живело 11 становника. Насеље се налази на надморској висини од 40 м.